# سلمى أرغتش
سَلمى أرغتش (بالتركية: Selma Ergeç)‏ (1 نوفمبر 1978 -) هي ممثلة تركية-ألمانية. 

## حياتها ونشأتها
ولدت في 1 نوفمبر عام 1978 بمدينة هام بألمانيا، وقد بدأت أرجيك حياتها الفنية في عام 2000 ومن أبرز الأعمال الفنية التي شاركت فيها في بداياتها المسلسل الكوميدي نصف التفاحة والذي عرض في عام 2002، والمسلسل الرومانسي عاصي والذي عرض على مدار الأعوام من 2007 وحتى 2009، ومن أبرز الأدوار التي قامت بها الفنانة سلمى أرجيك دور السلطانة خديجة في المسلسل الدرامي حريم السلطان.

## الحياة الشخصية
الفنانة سلمى أرجيك ممثلة تركية ولدت في ألمانيا وقضت طفولتها ومعظم مراحلها التعليمية في مدينة هام الألمانية، وقررت أن تكون تركية لانها تقول دائمان بلدها الأم هو تركيا وهو المستقبل كله.
تلقت أرجيك تعليمها في مدينة هام الألمانية حيث تلقت تعليمها الأساسي والثانوي والتحقت بكلية الطب التابعة لجامعة ويستفاليا ودرست الطب لمدة ثلاثة أعوام، ثم انتقلت إلى دراسة علم النفس والفلسفة في جامعة هاجن.
ثم عملت الفنانة سلمى أرجيك لفترة كعارضة أزياء وكان ذلك في الفترة من عام 2000 وحتى بداية دخولها عالم الفن، وخلال هذه الفترة حصلت الفنانة سلمى أرجيك على لقب ملكة جمال تركيا.
أرجيك تجيد اللغات الألمانية والإنجليزية والفرنسية، كما أنها تمارس العديد من الهوايات من أهمها: الرسم وتصميم الأزياء والرقص الحديث وركوب الخيل والغطس، سلمى بجانب كل ذلك هي عازفة كمان.

## وصلات خارجية
- سلمى أرغتش على موقع IMDb (الإنجليزية)
- سلمى أرغتش على موقع ألو سيني (الفرنسية)
- سلمى أرغتش على موقع أول موفي (الإنجليزية)
- سلمى أرغتش على موقع قاعدة بيانات الفيلم (الإنجليزية)
- سلمى أرغتش على موقع كينوبويسك (الروسية)